# Vertigo (film)
Vertigo je americký psychologický thriller z roku 1958, který natočil režisér Alfred Hitchcock. Scénář napsali Alec Coppel a Samuel A. Taylor podle románu D'entre les morts od autorské dvojice Boileau-Narcejac. Hlavní roli bývalého detektiva Johna Fergusona ve filmu ztvárnil James Stewart. Obě dvě hlavní ženské role (Judy Barton / Madeleine Elster) hrála Kim Novak. Dále ve filmu hráli například Barbara Bel Geddes a Tom Helmore.
Hudbu k filmu složil Bernard Herrmann. Snímek byl uveden do kin 9. května 1958. Americký filmový institut jej roku 2007 zařadil na devátou pozici v žebříčku sta nejlepších amerických filmů všech dob.

## Shrnutí filmu
Sanfranciský detektiv John “Scottie” Ferguson se během honičky stane svědkem smrti svého kolegy, což vyvolá jeho strach z výšek, a proto se rozhodne odejít do důchodu. Jeho starý přítel Gavin Elster požádá Scottieho, aby sledoval jeho ženu Madeleine, protože se obává jejího podivného chování. Scottie Madeleine sleduje a postupně začne věřit, že ji ovládá duch její dávné příbuzné, a nakonec se do ní zamiluje. Madeleine však spadne z věže kostela a zemře, což Scottieho uvrhne do hluboké deprese, neboť ji nedokázal zachránit.
O nějaký čas později Scottie potká Judy, ženu, která vypadá téměř stejně jako Madeleine. Když se s ní začne znovu scházet, zjistí, že Judy byla součástí Gavinova plánu a že Madeleineina smrt byla vraždou. Judy byla Gavinovou milenkou a hrála roli Madeleine. Scottie ji zavede zpět na stejnou kostelní věž a znovu zinscenuje tragickou událost. Přítomnost jeptišky však Judy vystraší a ta spadne z věže a zemře. Film končí Scottieho tragickou zkušeností s další ztrátou.